# 30P/Reinmuth
La Cometa Reinmuth 1, formalmente indicata 30P/Reinmuth, è una cometa periodica del Sistema solare, appartenente alla famiglia delle comete gioviane. È stata scoperta il 22 febbraio 1928 dall'astronomo tedesco Karl Wilhelm Reinmuth dall'Osservatorio di Heidelberg in Germania.
Ad un primo calcolo della sua orbita, fu stimato un periodo orbitale di 25 anni, successivamente rivisto in 7 anni. Tale valore portò ad ipotizzare che si trattasse della cometa 69P/Taylor, persa dal 1915, tuttavia successivi calcoli fatti da George Van Biesbroeck dimostrarono che si trattava di due comete distinte.
Il passaggio del 1935 fu osservato nonostante non fosse favorevole. Nel 1937 un passaggio ravvicinato al pianeta Giove (0,70 UA), aumentò la distanza perielica ed il periodo dell'orbita della cometa. A causa di errori di calcolo, il passaggio del 1942 non fu osservato, mentre furono osservati tutti i passaggi successivi.
La cometa passerà in prossimità della Terra (0,83 UA) il 25 gennaio 2039.